# العلاقات الليختنشتانية المدغشقرية
العلاقات الليختنشتانية المدغشقرية هي العلاقات الثنائية التي تجمع بين ليختنشتاين ومدغشقر.

## مقارنة بين البلدين
هذه مقارنة عامة ومرجعية للدولتين:
| وجه المقارنة                                              | ليختنشتاين                                 | مدغشقر                      |
| --------------------------------------------------------- | ------------------------------------------ | --------------------------- |
| المساحة (كم2)                                             | 16                                         | 587.04 ألف                  |
| عدد السكان (نسمة)                                         | 37.47 ألف                                  | 25.57 مليون                 |
| الكثافة السكانية (ن./كم²)                                 | 234.19 ألف                                 | 43.56                       |
| العاصمة                                                   | فادوتس                                     | أنتاناناريفو                |
| اللغة الرسمية                                             | اللغة الألمانية                            | اللغة الملغاشية، لغة فرنسية |
| العملة                                                    | فرنك سويسري                                | أرياري مدغشقري              |
| الناتج المحلي الإجمالي (بليون دولار)                      | 6.29 مليار                                 | 11.50 مليار                 |
| الناتج المحلي الإجمالي (تعادل القوة الشرائية) بليون دولار |                                            | 35.51 مليار                 |
| الناتج المحلي الإجمالي الاسمي للفرد دولار أمريكي          |                                            | 401                         |
| الناتج المحلي الإجمالي للفرد دولار أمريكي                 |                                            | 1.44 ألف                    |
| مؤشر التنمية البشرية                                      | 0.908                                      | 0.510                       |
| رمز المكالمات الدولي                                      | +423                                       | +261                        |
| رمز الإنترنت                                              | .li                                        | .mg                         |
| المنطقة الزمنية                                           | توقيت وسط أوروبا، ت ع م+01:00، ت ع م+02:00 | ت ع م+03:00                 |

## منظمات دولية مشتركة
يشترك البلدان في عضوية مجموعة من المنظمات الدولية، منها:
| علم المنظمة | اسم المنظمة                   | تاريخ انضمام ليختنشتاين | تاريخ انضمام مدغشقر |
| ----------- | ----------------------------- | ----------------------- | ------------------- |
|             | الاتحاد البريدي العالمي       | ?                       | ?                   |
|             | الاتحاد الدولي للاتصالات      | 25 يوليو 1963           | 11 مايو 1961        |
|             | منظمة حظر الأسلحة الكيميائية  | ?                       | ?                   |
|             | منظمة التجارة العالمية        | ?                       | ?                   |
|             | منظمة الشرطة الجنائية الدولية | ?                       | ?                   |
|             | الأمم المتحدة                 | 18 سبتمبر 1990          | 20 سبتمبر 1960      |